# Bart Claes
Bart Claes (Mechelen, 8 april 1989) is een Belgisch Vlaams-nationalistisch politicus: eerst voor N-VA, daarna voor Vlaams Belang.

## Levensloop
Claes studeerde rechten aan de Universiteit Antwerpen en aan de Universiteit Gent. Tijdens zijn studies was hij lid van het NSV en het KVHV. Ook engageerde hij zich bij de jongerenafdeling van N-VA. In 2014 verliet hij de partij uit ontevredenheid met de communautaire koers van N-VA. Vervolgens sloot Claes zich aan bij het Vlaams Belang.
Claes werd na zijn studies logistiek medewerker bij Katoen Natie. In 2015 ging hij bij het Vlaams Belang werken als verantwoordelijke voor de sociale media van de partij. Van februari 2016 tot juni 2020 was hij tevens voorzitter van de Vlaams Belang Jongeren.
Na enkele jaren in Gent te hebben gewoond, keerde Claes terug naar Rumst, de gemeente waar hij opgroeide. Sinds januari 2019 is hij gemeenteraadslid van Rumst. 
Bij de Vlaamse verkiezingen van 26 mei 2019 werd hij voor de kieskring Antwerpen eveneens verkozen in het Vlaams Parlement. Hij was er in de legislatuur 2019-2024 voorzitter van de commissie Mobiliteit en Openbare Werken en vast lid van de commissie Leefmilieu, Natuur, Ruimtelijke Ordening en Energie. Bij de Vlaamse verkiezingen van 9 juni 2024 werd Claes herkozen. In de legislatuur 2024-2029 werd hij er voorzitter van de commissie Onderwijs en vast lid van de commissie Leefmilieu, Natuur en Ruimtelijke Ordening.
Zijn vader Luc Claes was voor N-VA schepen en OCMW-voorzitter van Rumst.